# Marc Delissen

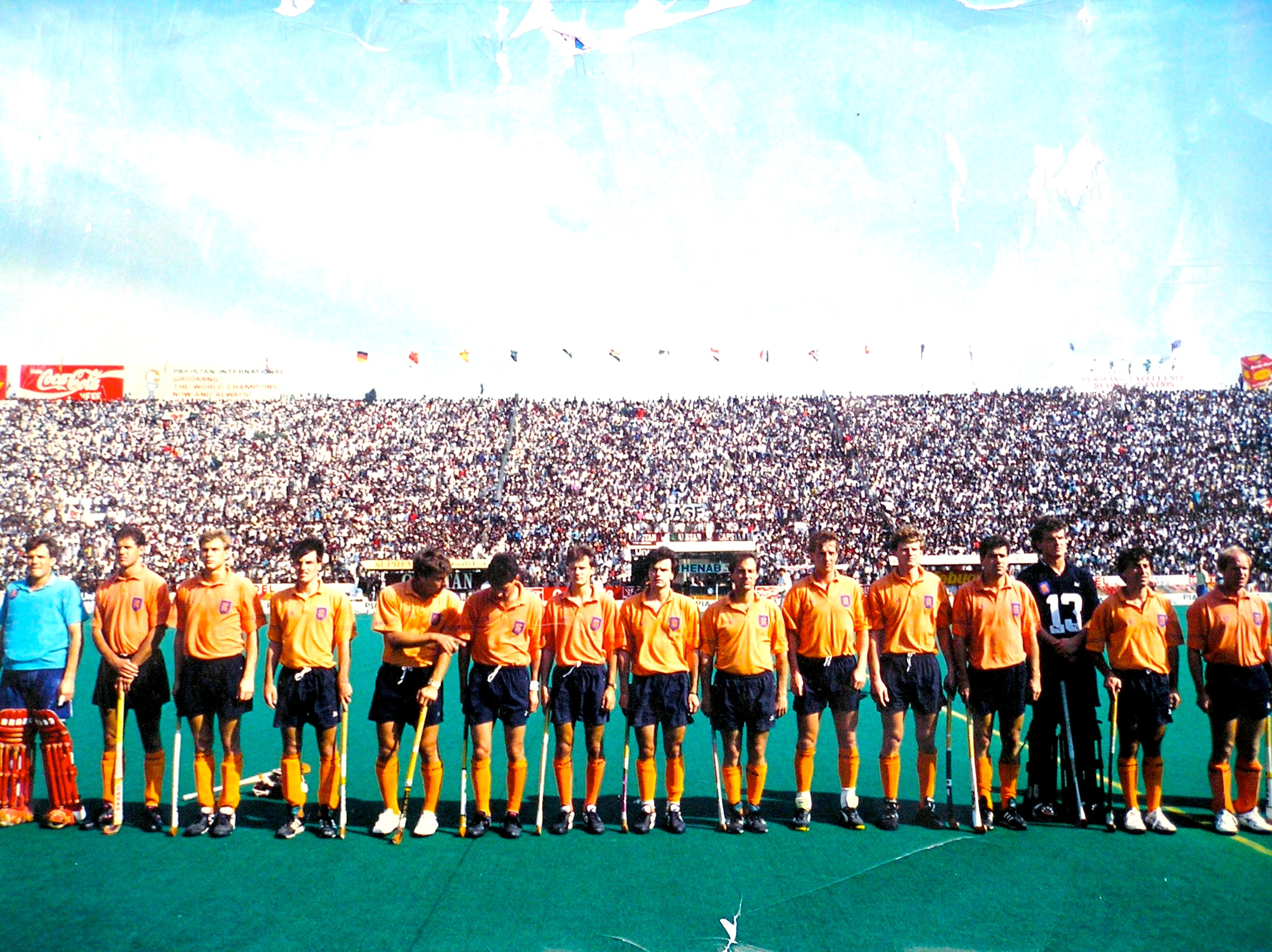
Die niederländische Mannschaft vor dem Weltmeisterschaftsfinale 1990. Marc Delissen steht ganz rechts.

Marcus Johannes Elizabeth Leopold Delissen (* 14. Januar 1965 in Amsterdam) ist ein ehemaliger niederländischer Hockeyspieler, der bei den Olympischen Spielen 1996 und der Weltmeisterschaft 1990 jeweils die Goldmedaille gewann.

## Sportliche Karriere
Der 1,74 m große Marc Delissen erzielte zwischen 1984 und 1996 in 261 Länderspielen für die Niederländische Nationalmannschaft 98 Tore. Sein Bruder Robbert Delissen bestritt 38 Länderspiele.
Seine erste internationale Medaille gewann Marc Delissen bei der Europameisterschaft 1987 in London. Die Niederländer belegten in der Vorrunde den zweiten Platz hinter der englischen Mannschaft. Im Finale trafen die beiden Mannschaften erneut aufeinander und die Niederländer gewannen nach Siebenmeterschießen.
Bei den Olympischen Spielen 1988 in Seoul belegten die Niederländer in der Vorrunde den zweiten Platz hinter den Australiern. Im Halbfinale unterlagen die Niederländer der deutschen Mannschaft mit 1:2. Da auch die Australier ihr Halbfinale gegen die Briten verloren, trafen die Australier und die Niederländer im Spiel um den dritten Platz erneut aufeinander. Die Niederländer gewannen mit 2:1.
Ab 1989 war Marc Delissen Kapitän der niederländischen Mannschaft. Bei der Weltmeisterschaft 1990 in Lahore waren die Niederländer in der Vorrunde Zweite hinter den Australiern. Nach dem 3:2-Halbfinalsieg über die deutsche Mannschaft gewannen die Niederländer im Finale mit 3:1 gegen die Mannschaft des Gastgeberlandes Pakistan. Marc Delissen erzielte während des Turniers sechs Treffer und war nach Floris Jan Bovelander der zweiterfolgreichste Torschütze der Weltmeistermannschaft.
1992 trafen sich die Mannschaften Pakistans und der Niederlande bei den Olympischen Spielen in Barcelona sowohl in der Vorrunde als auch im Spiel um den dritten Platz und beide Male siegten die Pakistaner. Mit fünf Treffern war Delissen nach Bovelander zweitbester Torschütze seiner Mannschaft. Zwei Jahre später im Finale der Weltmeisterschaft 1994 trafen Pakistan und die Niederlande erneut aufeinander und wieder siegte die Mannschaft Pakistans.
Zum Abschluss seiner Karriere nahm Marc Delissen an den Olympischen Spielen 1996 in Atlanta teil. Erfolgreichster Torschütze der Niederländer war Taco van den Honert mit sieben Treffern, Delissen erzielte drei Treffer. Die Niederländer gewannen ihre Vorrundengruppe und bezwangen im Halbfinale die Deutschen mit 3:1. Im Finale siegten sie mit 3:1 über die spanische Mannschaft.
Auf Vereinsebene spielte Delissen unter anderem für den HGC Wassenaar, mit dem er 1990 und 1996 niederländischer Meister war. Delissen blieb nach seiner aktiven Laufbahn auch als Senior im Hockeysport aktiv. Im Hauptberuf ist er als Rechtsanwalt tätig. 